# Samuel Youd
Samuel Youd (Huyton, 16 de abril de 1922 - Bath, 3 de febrero de 2012) fue un escritor inglés adscrito al género de la ciencia ficción. Escribió bajo los seudónimos de John Christopher, Stanley Winchester, Hilary Ford, William Godfrey, Peter Graaf, Peter Nichols y Anthony Rye.
Su obra más conocida es la trilogía de The Tripods. En 1971 ganó el Guardian Prize y el Deutscher Jugendliteraturpreis en 1976.

## Obras

### John Christopher
- The Twenty-Second Century (1954) (colección de cuentos xxx)
- The Death of Grass (Michael Joseph, 1956); título en Estados Unidos: No Blade of Grass (1957)
- The Caves of Night (1958)
- A Scent of White Poppies (1959)
- The Long Voyage (John Christopher)|The Long Voyage (título en Estados Unidos: The White Voyage, 1960)
- The World in Winter (título en Estados Unidos: The Long Winter, 1962)
- Cloud on Silver (título en Estados Unidos: Sweeney's Island, 1964)
- The Possessors (1964)
- A Wrinkle in the Skin (título en Estados Unidos: The Ragged Edge, 1965)
- The Little People (1966)
- The Tripods trilogy (expandido a la tetralogía, 1988)
  - The White Mountains (1967)
    - Edición por el 35º aniversario (2003)

  - The City of Gold and Lead (1967)
  - The Pool of Fire (1968)
  - When the Tripods Came (precuela, 1988)
- Pendulum (1968)
- The Lotus Caves (1969)
- The Guardians (1970)
- The Sword of the Spirits trilogy
  - The Prince In Waiting (1970)
  - Beyond the Burning Lands (1971)
  - The Sword of the Spirits (1972)
- In the Beginning (1972)
- Dom and Va (1973)
- Wild Jack (1974)
- Empty World (1977)
- The Fireball trilogy
  - Fireball (1981)
  - New Found Land (1983)
  - Dragon Dance (1986)
- When the Tripods Came (1988), una precuela de la trilogía The Tripods
- A Dusk of Demons (1993)
- Bad Dream (2003)

### Christopher Youd
- The Winter Swan (1949)

### Samuel Youd
- Babel Itself (1951)
- Brave Conquerors (1952)
- Crown and Anchor (1953)
- A Palace of Strangers (1954)
- Holly Ash (título en Estados Unidos: The Opportunist, 1955)
- Giant's Arrow (1956) (como Anthony Rye en el Reino Unido, y como Samuel Youd en Estados Unidos)
- The Choice (título en el Reino Unido: The Burning Bird, 1961)
- Messages of Love (1961)
- The Summers at Accorn (1963)

### William Godfrey
- Malleson at Melbourne (1956) - novela, volumen 1 de una trilogía inconclusa
- The Friendly Game (1957) - volumen 2 de la trilogía

### Peter Graaf
- Dust and the Curious Boy (título en Estados Unidos: Give the Devil His Due, 1957) - volumen 1 de la serie Joe Dust
- Daughter Fair (1958)  - volumen 2 en la serie Joe Dust
- The Sapphire Conference (1959) - volumen 3 en la serie Joe Dust
- The Gull's Kiss (1962)

### Hilary Ford
- Felix Walking (1958)
- Felix Running (1959)
- Bella on the Roof (1965)
- A Figure in Grey (1973)
- Sarnia (1974)
- Castle Malindine (1975)
- A Bride for Bedivere (1976)

### Peter Nichols
- Patchwork of Death (1965)

### Stanley Winchester
- The Practice (1968)
- Men With Knives (título en Estados Unidos: A Man With a Knife, 1968)
- The Helpers (1970)
- Ten Per Cent of Your Life (1973)